# Alexandru Ungureanu (scriitor)
Alexandru Ungureanu (n. 7 ianuarie 1957, București – d. 11 octombrie 2004, Bacău) a fost un scriitor de science-fiction român.

## Date biografice
Fiul juristului Vasile Ungureanu și al Elenei, își începe studiile în București, unde, după absolvirea școlii generale, urmează cursurile secției reale a Liceului Teoretic Nr. 24 și, apoi, pe cele ale secției Tehnologia Transporturilor și Telecomenzi Feroviare a Facultății de Transporturi din cadrul Institutului Politehnic București.
Are preocupări literare încă din liceu, frecventând mai toate cenaclurile bucureștene și scriind cu frenezie proză umoristică, poezie și teatru absurd. În anul 1978 își face debutul în cenaclul studențesc Solaris, al Casei de Cultură a Studenților "Grigore Preoteasa", pe care îl va și conduce în perioada 1979-1982. În 1979 creează primele proze de anticipație, gen care îl va impune rapid mai ales prin inventivitatea, viziunea poetică și romantică, dar și ultramodernă cu care își construia misterioasele povestiri.
Debutează publicistic peste doi ani, când SLAST îi publică povestirea Alarmă în sistemele cibernetice, în același an revista "Convorbiri literare" acordându-i premiul său pentru povestirea Mașina de visat șerpi. Urmează, firesc, alte și alte consacrări, între care se număra Premiul Helion pentru povestirea „Artele marțiale moderne” (I) - 1982, Premiul al III-lea la secțiunea povestire a concursului Consfătuirii Naționale a Cenaclurilor de Anticipație, pentru „Cei dintr-o lacrimă” - 1982 ș.a., precum și apariția în paginile revistelor Știință și Tehnică, Ateneu, Convorbiri literare, România literară, Steaua, Vatra, în fanzinele Paradox, Helion, Fantastic Magazin, Ing, Quasar, în almanahurile Anticipația și Convorbiri literare.
În 1982, la absolvirea facultății, e repartizat ca inginer la Stația Căi Ferate Uzinale a Combinatului de îngrășăminte Chimice Bacău, din 1984 preluând și conducerea cenaclului Clepsidra al Comitetului Județean Bacău al U.T.C. Atmosfera de creație de aici îi priește, lucrând concomitent la culegerea de povestiri Artele marțiale moderne și la romanul realist Povestiri de la marginea lumii.
Editorial debutează în 1984, când Editura Albatros îi publică, în colecția "Fantastic Club", romanul Marele Prag, ce l-a impus definitiv și i-a adus Premiul Comitetului Central al U.T.C.
În 1987 se transferă la Centrul de Radiodifuziune Galbeni (Bacău), iar după 1990 își abandonează profesia de bază, dedicându-se aproape în exclusivitate gazetăriei, împreună cu cenacliștii de la "Clepsidra" pune bazele publicației "Pur și simplu", al cărei redactor-șef e în perioada 1990-1991, apoi devine director al săptămânalului "Argus" (1992), redactor-șef adjunct al cotidianului "Ziua" (1993), redactor-șef al "Radio Star B" (1993) și la cotidianele "Ultima oră" (1995), "Monitorul de Bacău" (1995-1996) și săptămânalului "Așa" (1998), director al publicației "Top Class", la alte publicații cu caracter economic. Nu neglijează afacerile, având preocupări editoriale, care au condus la apariția celui de-al doilea volum, Artele marțiale moderne (Editura "Celelalte Cuvinte", Bacău, 1990), precum și a altora, de factură tehnică.
După 1990, s-a dedicat o vreme activității editoriale, fiind redactor și editor al revistei "Dracula" (1990-1991), precum și al unor antologii SF de proze românești și străine.
Tradus peste hotare și inclus în dicționarele de gen, prozatorul a decedat înainte de vreme, la începutul lui octombrie 2004. 
A publicat în "Convorbiri literare", Știință și tehnică, Almanahul Anticipația, Ing, Paradox, Helion, Fantastic Magazin și în toate antologiile SF dinainte de 1990.

## Lucrări și premii
- Marele prag, 1984, roman (debut). Republicat de Editura Nemira, în colecția Nautilus, în 2015.

În cele peste două decenii de la debut, a fost inclus în peste 20 de volume colective, între care amintim:
- Avertisment pentru liniștea planetei (Editura Albatros, 1985)
- Povestiri ciberrobotice (Editura Științifică și Enciclopedică, 1986)
- Povestiri despre mileniul III (Editura Științifică și Enciclopedică, 1986)
- Timpul este umbra noastră (Editura Dacia, 1991)
- Young Science-Fiction from East (New York, 1992)
- Nemira'94 (Editura Nemira, 1994)
- Twelve (Editura Sedona, 1995).

### Povestiri
- „Scrisoare din Hipercubul 14”, 1978
- „Alarmă în sistemele cibernetice”, 1981
- „Mașina de visat șerpi”, 1982
- „Cei dintr-o lacrimă”, 1982
- „Norocosul”, 1982
- „Hrană pentru cei din cer”, 1982
- „Western”, 1982
- „Mașina iluziilor”, 1983
- „Marele prag”, 1984
- „Artele marțiale moderne”, 1982
- „Artele marțiale moderne”, 2”, 1985
- „Laboratorul mental”, 1986
- „Ne vom întoarce pe Herbwue”, 1986
- „Lera cea adevărată”, 1988
- „Renașterea poetului”, 1988
- „Blestemul”, 1988
- „Moartea lui Lișiță”, 1988
- „Tudose contra calculator”, 1989
- „Jocul politic”, 1990
- „Invazia”, 1990

Alte povestiri
- „Labirintul timpului
- „Sham-Poo, animalul electronic de casă” - în Povestiri ciberrobotice
- „Șeful”
- „Nesfârșita mașină”
- „Parada păianjenilor”
- „Farsa”
- „Resemnată, mașina...”
- „Ultimul mesaj”
- „Mașina interioară”
- „La capătul Transpațiului”

### Prezent în antologii
- Alfa - O antologie a literaturii de anticipație românești, Editura Scrisul Românesc, Craiova, 1983. Alexandru Ungureanu apare cu Scrisoare din hipercubul 14.

## Premii literare
- Premiul Convorbiri literare, RomCon, 1981;[4]:
- Premiul al II-lea pentru povestire, Zilele Helion, 1982;
- Premiul al II-lea pentru povestire, RomCon, 1982;
- Premiul UTC pentru carte, 1984;
- Premiul pentru Autor tânăr, Eurocon, 1991.